# Deutsches Referenzzentrum für Ethik in den Biowissenschaften
Das Deutsche Referenzzentrum für Ethik in den Biowissenschaften (DRZE) ist ein Forschungs-, Dokumentations- und Informationszentrum für den gesamten Bereich der Bioethik und Forschungsethik in Deutschland. Es wurde im Jahr 1999 gegründet und ist an der Universität Bonn angesiedelt.

## Organisation
Von 1999 bis 2004 wurde das Deutsche Referenzzentrum für Ethik in den Biowissenschaften (DRZE) an der Universität Bonn mit Mitteln des Bundesministeriums für Bildung und Forschung als Projekt gefördert. Nach Auslaufen dieser Anschubfinanzierung ist das DRZE seit Januar 2004 eine Zentrale Wissenschaftliche Einrichtung der Universität Bonn und eine Forschungsstelle der Nordrhein-Westfälischen Akademie der Wissenschaften und der Künste. Das DRZE wird als Langzeitprojekt im Akademienprogramm mit Mitteln vom Bund und vom Land Nordrhein-Westfalen gefördert.
Das DRZE ist in vier Abteilungen organisiert: Zentrale Abteilung, Wissenschaftliche Abteilung, Digitale Abteilung und Bibliothek. Bis zum Jahr 2007 leitete Gründungsdirektor Ludger Honnefelder das DRZE. Im Anschluss übernahm Dieter Sturma bis 2022 die Leitung. Seit 2022 leitet Dirk Lanzerath das Institut.
Beratend unterstützt ein wissenschaftliches Kuratorium aus den Bereichen Ethik, Medizin, Informationstechnik und Bibliothekswissenschaft. Es ist insbesondere für Vorschläge zur Aufgabendefinition, für die Abgrenzung von Aufgabenbereichen des DRZE und deren Koordination zuständig. Den Vorsitz des Kuratoriums übernimmt die Leitung des DRZE, zudem besteht es aus dem Präsidenten oder der Präsidentin der Nordrhein-Westfälischen Akademie der Wissenschaften und der Künste sowie aus bis zu weiteren sieben Mitgliedern, von denen mindestens zwei Mitglieder der Universität Bonn und zwei Mitglieder der Nordrhein-Westfälischen Akademie der Wissenschaften und der Künste sind und die jeweils in einem Gebiet der Medizin, Biologie, Physik, Informatik, Ingenieurwissenschaften, Landwirtschaft, Philosophie, Rechtswissenschaften, Theologie oder Bibliothekswissenschaft besonders sachkundig sein müssen.

## Ziele und Aufgaben
Das DRZE wurde mit dem Ziel gegründet, die internationale Debatte zu bioethischen Fragen in Wissenschaft und Gesellschaft zu vernetzen. Es hat den Auftrag die normativen Grundlagen einer qualifizierten Urteilsbildung wissenschaftlich zu erarbeiten und in verschiedenen Formaten bereitzustellen. Außerdem soll es die Informationen aus den unterschiedlichsten Bereichen zur aktuellen bioethischen Diskussion in Wissenschaft, Gesellschaft und Politik aufbereiten und zugänglich machen. Weiterhin soll die wissenschaftliche Vernetzung gefördert und damit der deutsche, europäische wie auch internationale Diskurs vorangebracht werden.
Im Sinne dieser Ziele und Aufgaben ist das DRZE als Koordinator oder Partner an mehreren nationalen wie internationalen Forschungsprojekten zu bioethischen Fragen beteiligt. Das DRZE veranstaltet regelmäßig öffentliche Veranstaltungen zu bioethischen Debatten, publiziert hierzu in verschiedenen Print- und Online-Formaten und trägt innerhalb der Philosophie wie auch interdisziplinär aktiv zur Lehre der Universität Bonn bei.

## Wissenschaftsservice
Das DRZE unterhält eine allen Interessierten offene, umfangreiche Präsenzbibliothek. Die Bibliothek am DRZE verfügt über einen umfangreichen Bestand: 2024 verfügte sie mit mehr als 15.000 Büchern, 80 abonnierten Zeitschriften, 2.700 Zeitschriftenbänden sowie über 100.000 Dokumenten inkl. der 70.000 Presseartikel über ein breit gefächertes und umfassendes Literaturangebot.
Daneben sind über 1 Millionen Datensätze in der internationalen Literaturdatenbank BELIT, die in Zusammenarbeit mit der Informations- und Dokumentationsstelle Ethik in der Medizin, dem Internationalen Zentrum für Ethik in den Wissenschaften, der Bioethics Research Library at Georgetown University und dem Centre de documentation en éthique entstanden und für die Recherche über einen dreisprachigen Thesaurus erschließbar ist. Diese Literaturdatenbank ist inzwischen die größte ihrer Art weltweit.